# Ashland (Massachusetts)
Ashland es un pueblo ubicado en el condado de Middlesex en el estado estadounidense de Massachusetts. En el Censo de 2010 tenía una población de 16.593 habitantes y una densidad poblacional de 497,83 personas por km².

## Geografía
Ashland se encuentra ubicado en las coordenadas 42°15′28″N 71°28′25″O / 42.25778, -71.47361. Según la Oficina del Censo de los Estados Unidos, Ashland tiene una superficie total de 33.33 km², de la cual 31.93 km² corresponden a tierra firme y (4.19%) 1.4 km² es agua.

## Demografía
Según el censo de 2010, había 16.593 personas residiendo en Ashland. La densidad de población era de 497,83 hab./km². De los 16.593 habitantes, Ashland estaba compuesto por el 84.24% blancos, el 2.36% eran afroamericanos, el 0.14% eran amerindios, el 8.75% eran asiáticos, el 0.02% eran isleños del Pacífico, el 2.63% eran de otras razas y el 1.86% pertenecían a dos o más razas. Del total de la población el 4.46% eran hispanos o latinos de cualquier raza.